# زيتون (منظمة)
زيتون (بالإنجليزية: Zaytoun)‏ هي منظمة بريطانية غير ربحية تدعم المجتمعات الزراعية الفلسطينية من خلال المساعدة في زيادة أسواق منتجات زيت الزيتون الخاصة بهم على المستوى الدولي، ومساعدة المزارعين على تحسين جودة زيتهم من خلال التدريب وتوفير المعدات.

## تاريخها
أسست المنظمة عام 2004، كشركة تجارية اسمها الزيتون المحدودة، والتي تحولت إلى شركة ذات مصلحة مجتمعية عام 2008، تدعم الشركة مؤسسة War on Want الخيرية البريطانية، وقد حصلت على شهادة التجارة العادلة لزيت الزيتون في عام 2009، وفي عام 2020 كان لدى الشركة أصول صافية قدرها 347 ألف جنيه إسترليني معظمها في مخزون البضائع والتي كانت تُدار من ثمانية موظفين.

## عملها
تعمل منظمة الزيتون باستيراد وتوزيع زيت الزيتون لعملاء التجزئة والجملة بالإضافة إلى مجموعات التجارة العادلة الإقليمية وحملة فلسطين، كما اهتمت الجماعات الدينية اليهودية والمسلمة والمسيحية بطلب الزيت لأماكن عبادتهم وبيعه في الأكشاك المحلية كجزء من رسالة تعزيز السلام بين الأديان، وتستثمر أي أرباح تحققها المنظمة في تطوير المنتجات بالشراكة مع مورديها، وفي مشاريع دعم المنتجين المحليين التي تديرها المنظمات غير الحكومية مثل أوكسفام والحرب على العوز، وإعادتها إلى الحصول على المزيد من المخزون لتلبية الطلب المتزايد والاستثمار في العمل مع فريق حصاد تطوعي، تدعم منظمة الزيتون المنتجين الفلسطينيين من خلال بيع المنتجات الحرفية الأخرى بما في ذلك التمور واللوز.

## روابط خارجية
- الموقع الرسمي